# György Szűcs
György Szűcs (Szombathely, 23 de abril de 1912 – 10 de dezembro de 1991) foi um futebolista húngaro. 

## Carreira
György Szűcs fez parte do elenco da Seleção Húngara de Futebol das Copas do Mundo de 1934 e 1938. Ele atuou em três partidas em Copas.

## Ligações Externas
- Perfil em Fifa.com (em inglês)